# Bergopfer-Gedenkkapelle St. Bernhard (Kühroint)
Die Bergopfer-Gedenkkapelle St. Bernhard auf Kühroint ist eine römisch-katholische Kapelle auf der Kührointalm innerhalb der Gemeinde Schönau am Königssee im Landkreis Berchtesgadener Land, die als Filialkirche der Pfarrei Unterstein dient. Die Kapelle ist dem heiligen Bernhard von Menthon, dem Schutzpatron der Alpenbewohner und Bergsteiger, unterstellt.

## Lage
Die Kapelle liegt unmittelbar neben der Kührointhütte, einer DAV-Selbstversorgerhütte der Sektion Berchtesgaden des Deutschen Alpenvereins, am Rand der Almlichte der Kührointalm auf 1408 m ü. NHN.

## Geschichte
In den 1960er Jahren kamen Hans-Peter Schweiger (Mitglied des Gemeinderates Schönau am Königssee), Sebastian Maltan und Johann Hölzl (Gregory) bei einer Bergfahrt in den Dolomiten auf den Gedanken, auf der Kührointalm die Bergopfer-Gedenkkapelle St. Bernhard zur Erinnerung an verunglückte Bergkameraden zu bauen und in ihr alle Unfalldaten der Bergopfer in den Berchtesgadener Bergen zusammenzufassen.
Dank kostenloser Materiallieferungen von 26 Firmen aus dem inneren Landkreis bzw. dem Berchtesgadener Land sowie Geldspenden von Hausbesitzern aus Schönau am Königssee konnte die Gemeinde als Bauherr für das Projekt auftreten und der Nationalpark Berchtesgaden nicht nur die Genehmigung, sondern auch einen sehr gut passenden Platz zum Bau der Kapelle erteilen, der an dem Forstweg neben der bewirtschafteten Berghütte und in unmittelbarer Nähe der Ausbildungsstätte des Bundesgrenzschutzes liegt.
Die Gedenkstätte wurde am 11. September 1999 von den katholischen Pfarrern Dekan Peter Demmelmair aus Berchtesgaden, Max Bräutigam aus Ramsau bei Berchtesgaden, Kaspar Städele aus Schönau am Königssee und dem evangelischen Pfarrer Thomas Schmidt auf den Namen „Bergsteiger Gedenkkapelle St. Bernhard“ eingeweiht – seitens des römisch-katholischen Erzbistums und der örtlichen Presse wird sie jedoch als „Bergopfer-Gedenkkapelle St. Bernhard“ bezeichnet. Inzwischen kann in der Gedenkkapelle weit über 1000 ums Leben gekommenen Wanderer und Bergsteiger gedacht werden. Die Öffnung der Gedenkkapelle ist in der Regel an die Bewirtschaftungszeit der benachbarten Berghütte gekoppelt.

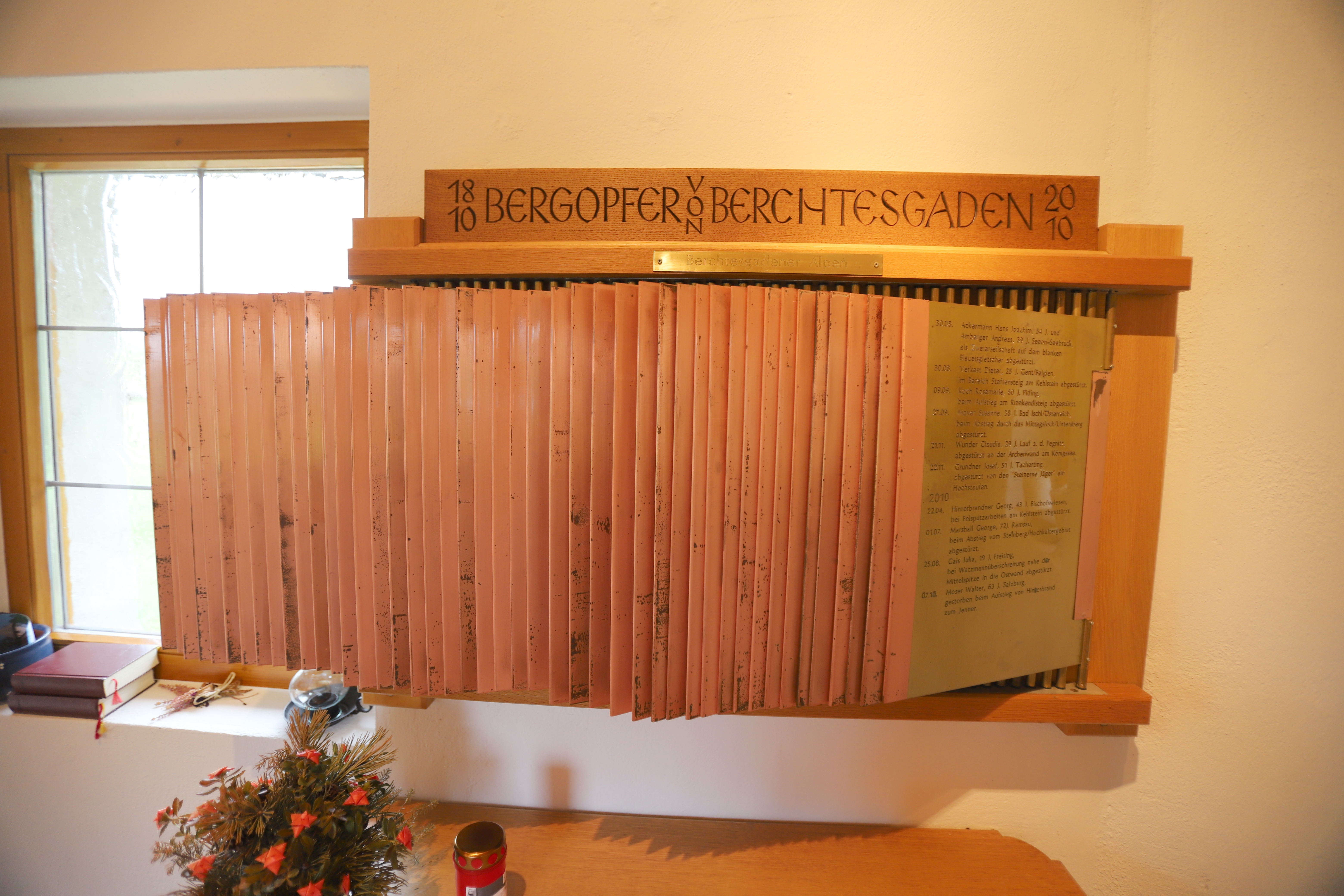
Bergopfer-Verzeichnis (1810–2010)
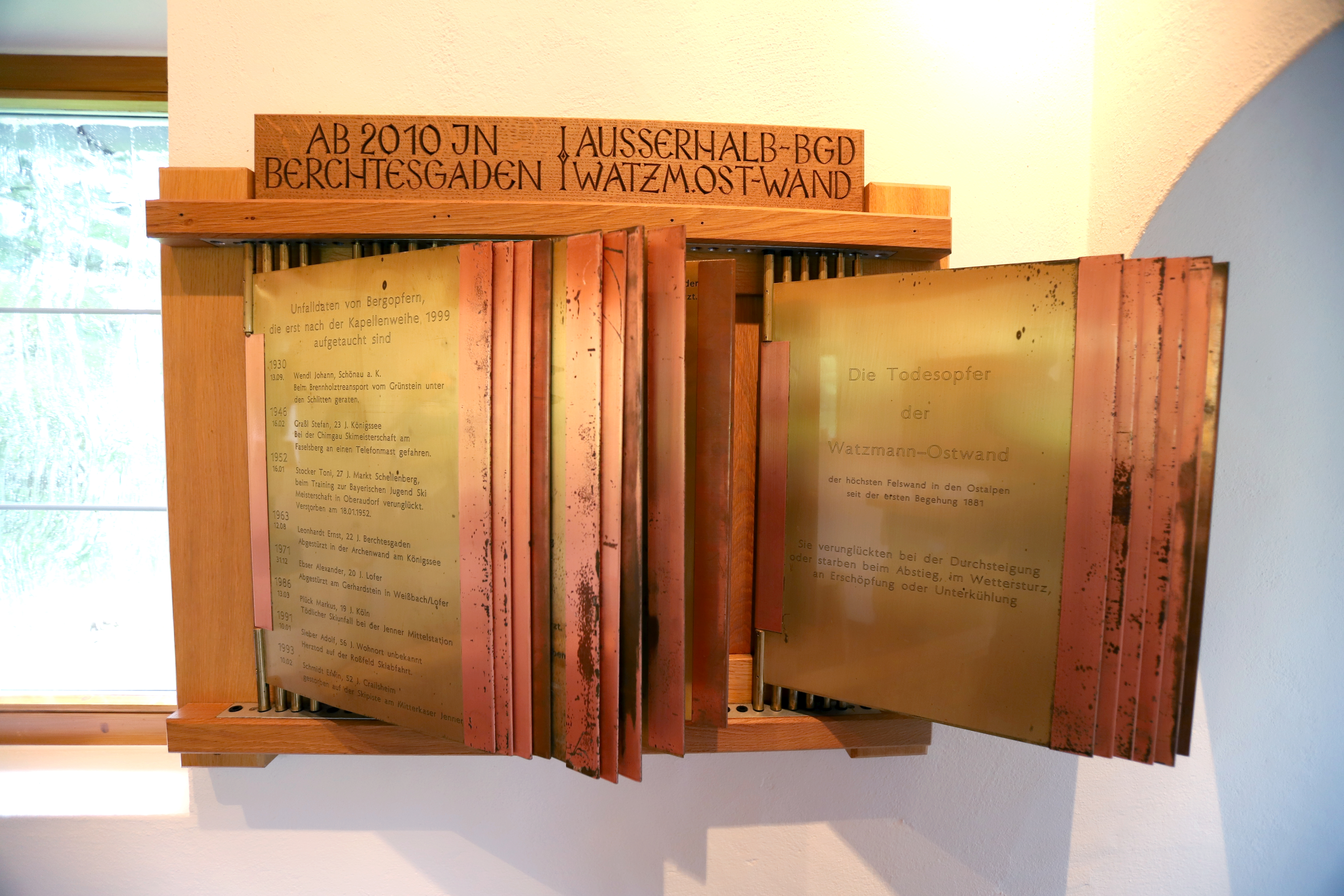
Bergopfer-Verzeichnis (ab 2010)
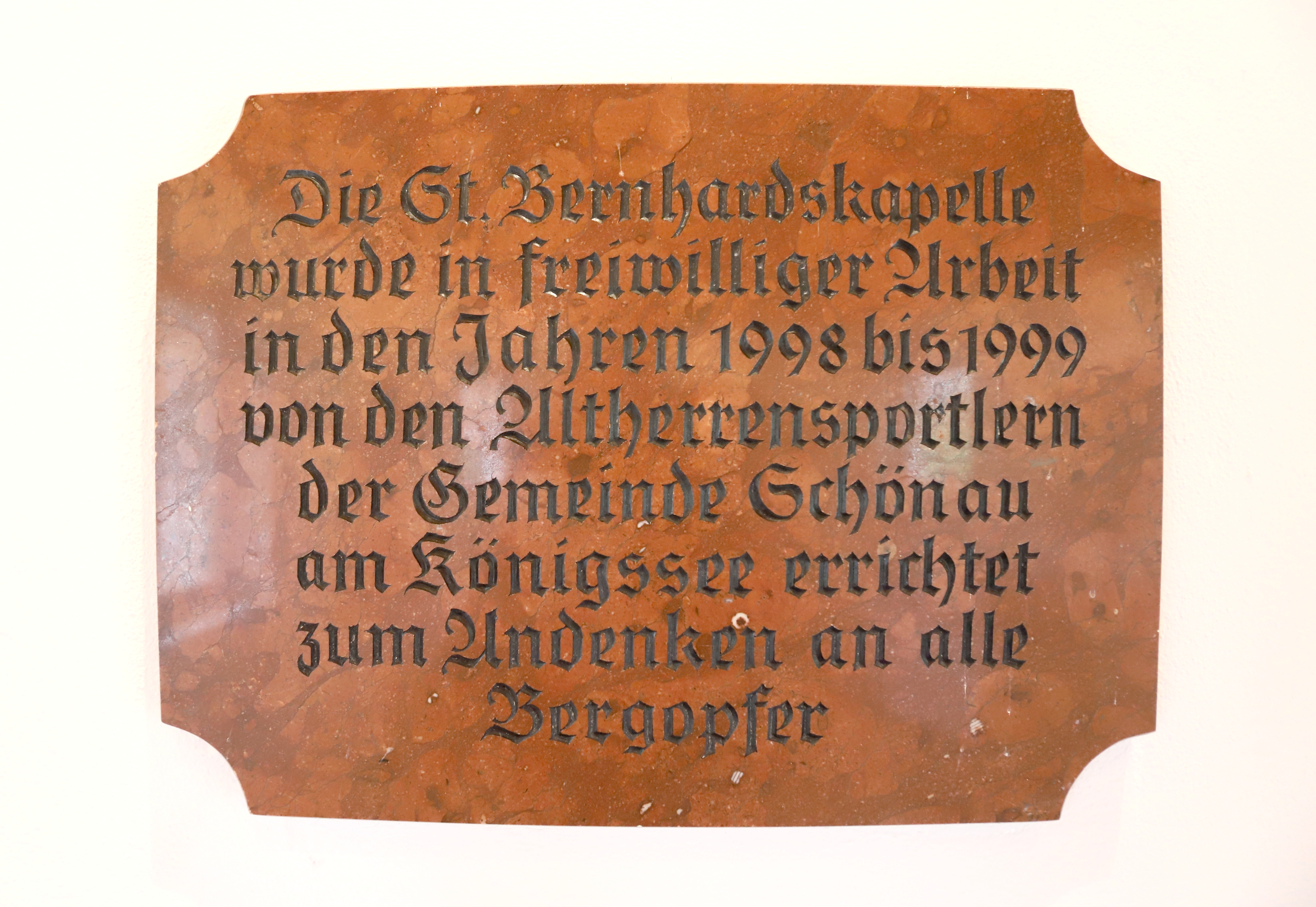
Gedenktafel zum Kapellenbau
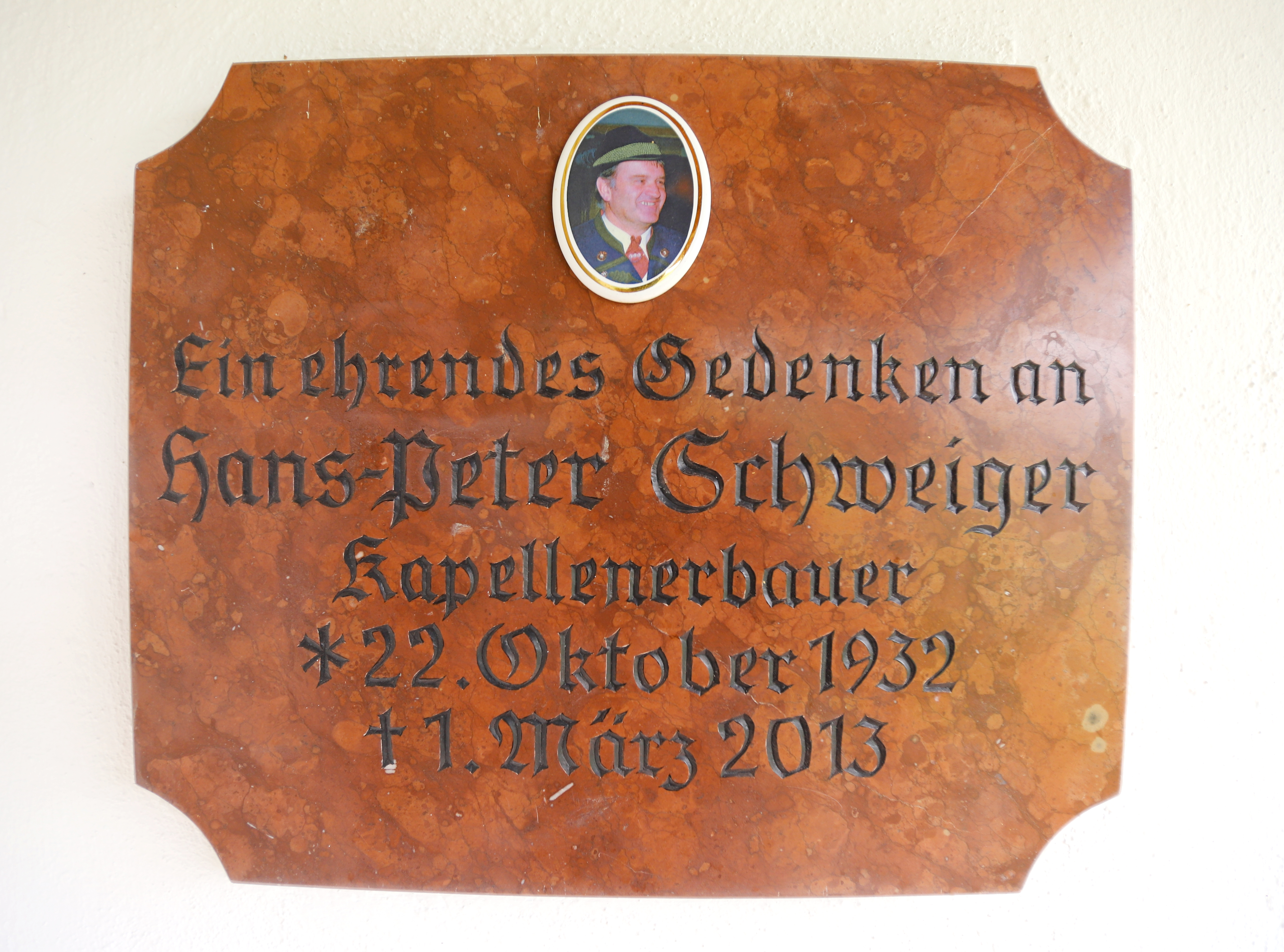
Gedenktafel für den Erbauer

## Bauwerk
Die Kapelle wurde nach Plänen des Architekten Franz Grüsser aus Berchtesgaden in massiver Bauweise errichtet. Ihr Hauptraum ist rechteckig mit Apsis. Der im Grundriss quadratische Turm ist angebaut. Die steilen Dächer sind ortstypisch mit Scharschindeln gedeckt. Den Turm schließt ein Zeltdach ab, den Hauptraum ein Walmdach, dessen Dachstuhl sichtig ist. Das Dach ragt auf der Eingangsseite vor und schafft damit einen Regenschutz. Im Rahmen einer Sanierung zu ihrem 20-Jahr-Jubiläum 2019 wurde eine Sonnenuhr ergänzt und eine Scheinarchitektur-Eckquaderung aufgebracht.

## Innen-Ausstattung
Das Zentrum der Apsis bildet eine Pietà, an der rechten Seite steht auf einem Sockel eine Statue von Bernhard von Aosta, dem Schutzheiligen aller Bergsteiger. Gefertigt wurden die Statuen von Schülern der Schnitzschule Berchtesgaden unter Anleitung von Fachschuldirektor Gerhard Passens und Holzbildhauer Fritz Schelle, das Turmkreuz stammt von dem Bildhauer Hans Richter.
Basierend auf früheren Aufzeichnungen von A. Helm und Max Wembacher wurde die Chronik aufgebaut:
Karl Komposch trug Namen von Bergopfern in Bergtote der Berchtesgadener Alpen (Buch I) und Landkreisbewohner, die außerhalb der Berchtesgadener Alpen den Tod fanden (Buch II) zusammen, Hubert Heil in Opfer der Watzmann-Ostwand (Buch III).

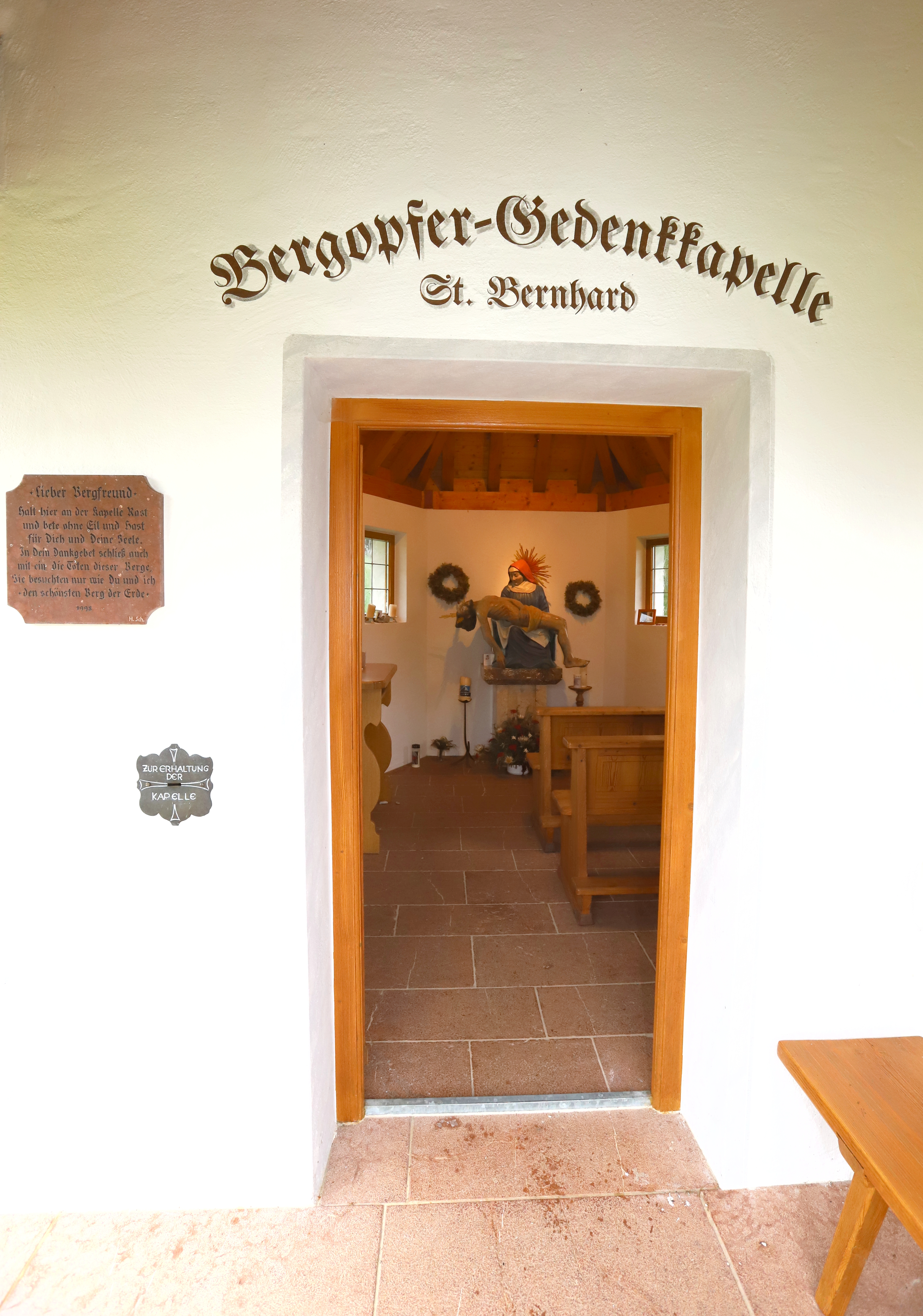
Eingangsbereich
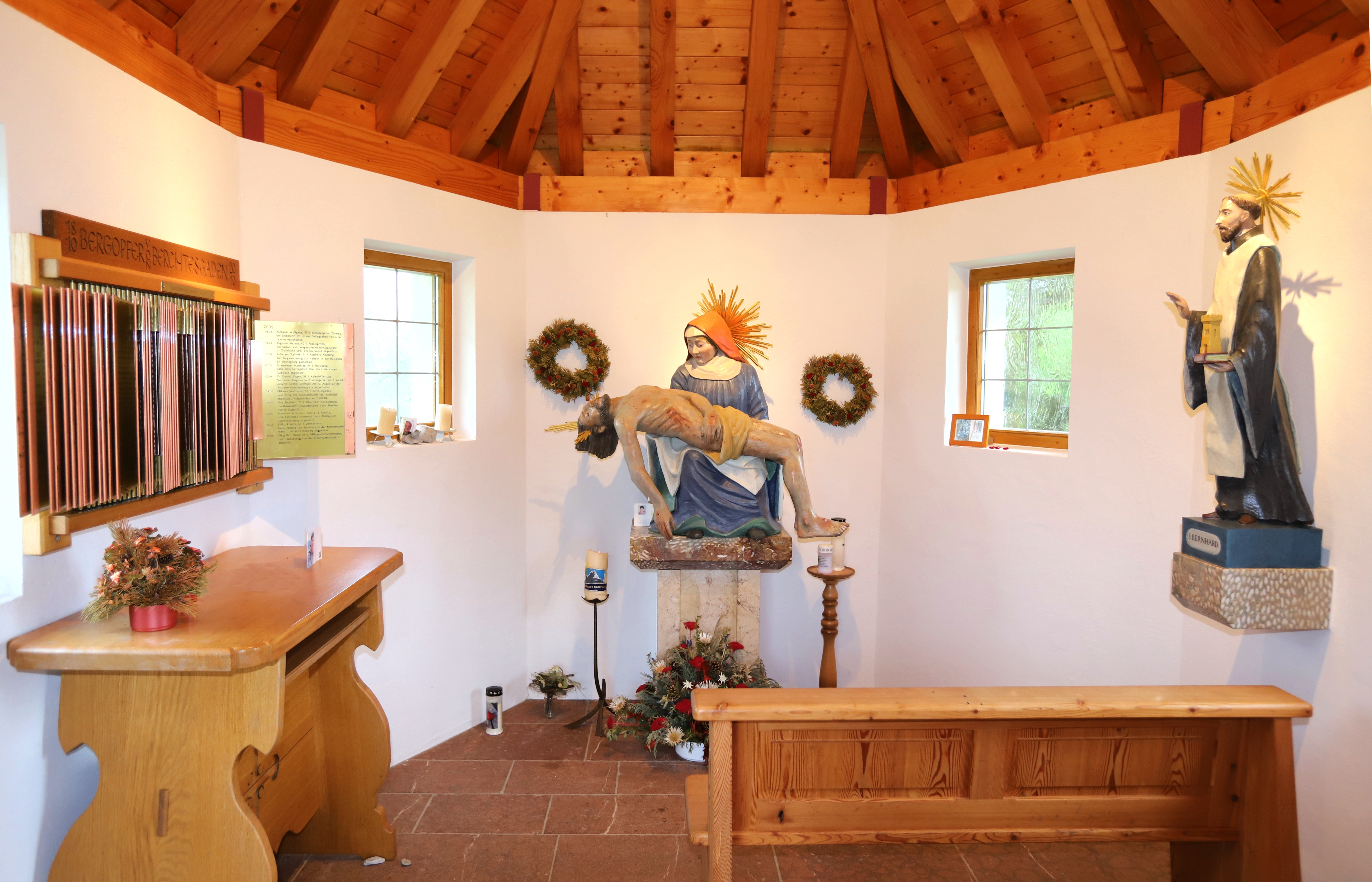
Innenraum: Links Bergopfer-Verzeichnis (1810–2010), Mitte Pietà, rechts St. Bernhard
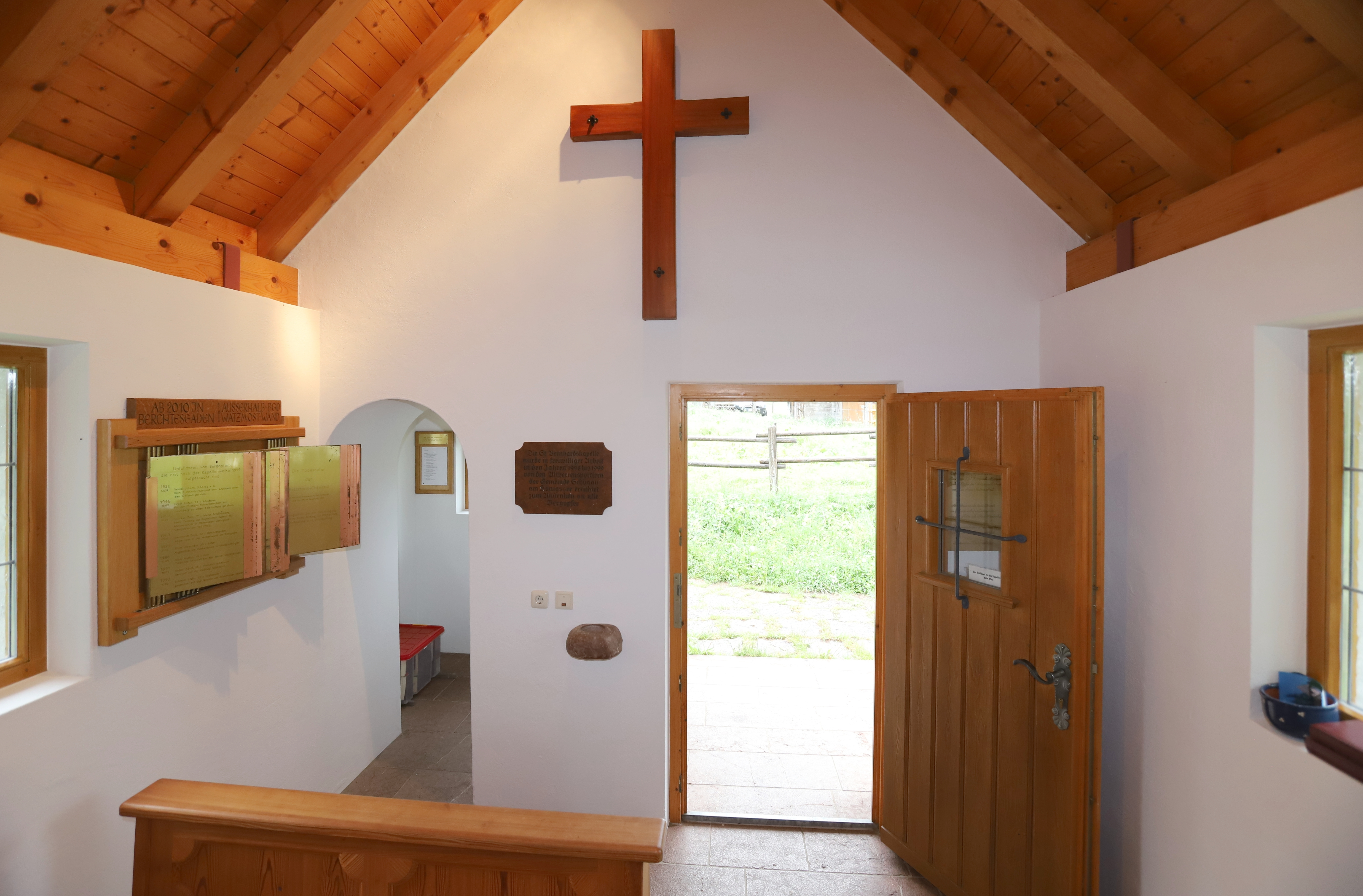
Blick zum Ausgang, links Bergopfer-Verzeichnis (ab 2010)
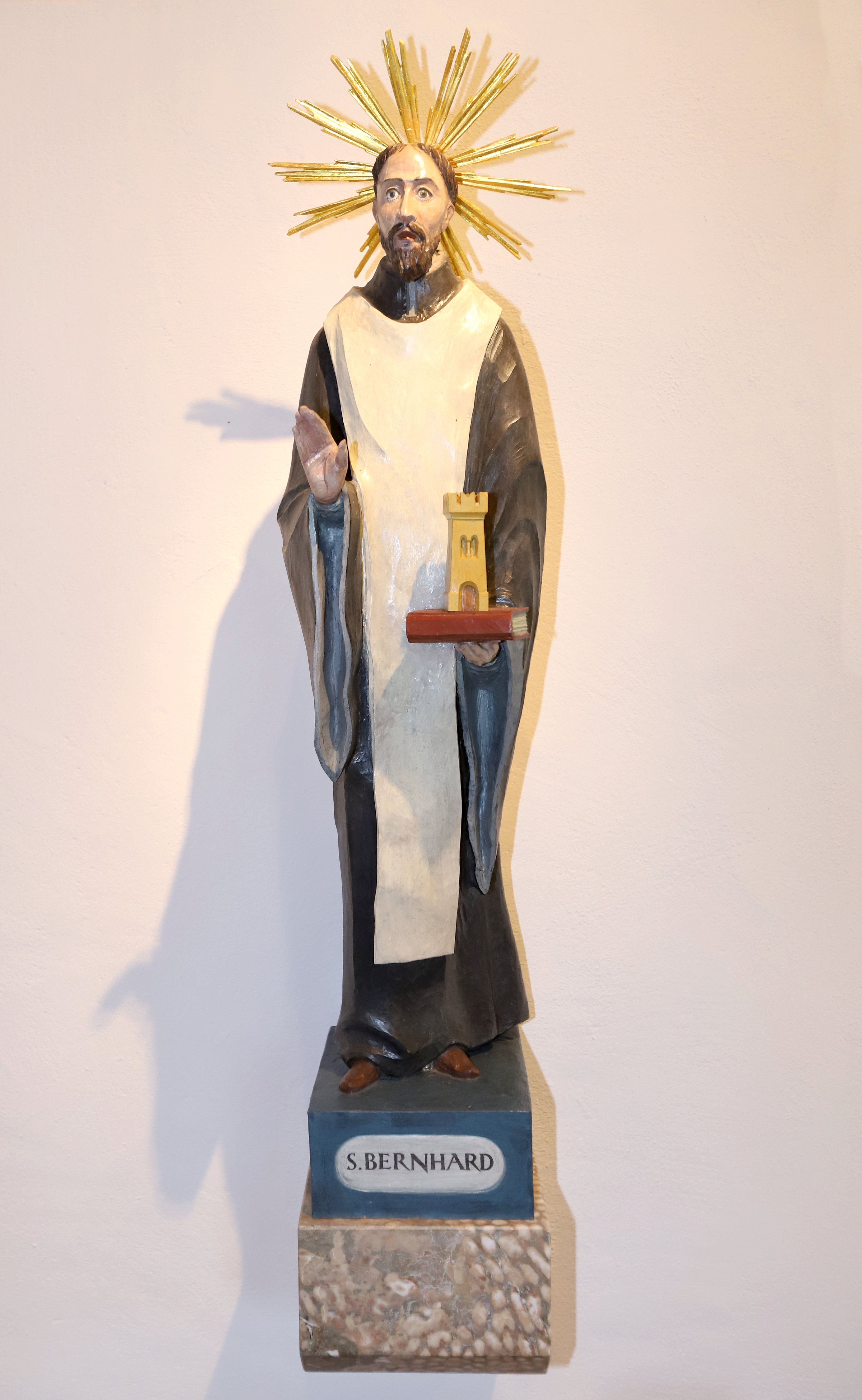
Statue des St. Bernhard